# Flux électrique
En électromagnétisme, le flux électrique est le flux du champ électrique à travers une surface.
Contrairement au flux magnétique, cette grandeur ne présente pas d'intérêt particulier en électromagnétisme dans le cas général. Sa seule caractéristique notable est que sur le plan théorique, le flux électrique à travers une surface fermée est proportionnelle à la charge électrique du volume correspondant. Le flux électrique n'étant pas une grandeur mesurable, cette propriété n'a pas d'application pratique.

## Définition
Il s'exprime
{\displaystyle \phi _{E}=\iint _{S}{\vec {E}}\cdot \mathrm {d} {\vec {S}}}
où S est une surface et E, le champ électrique.  Dans le cas d'une surface plane et d'un champ uniforme
{\displaystyle \phi _{E}=SE\,\cos \theta ,}
où θ est l'angle entre les lignes de champ et la normale à la surface.  Dans la représentation graphique traditionnelle, le flux est d'autant plus important que le nombre de lignes de champ traversant la surface est élevé.
L'unité de flux électrique du Système international peut s'exprimer en  V⋅m, ou kg⋅m3⋅s−3⋅A−1 dans les unités de base.

## Théorème de Gauss
D'après le théorème de Gauss, le flux électrique à travers une surface fermée est
{\displaystyle \phi _{E}=\int \!\!\!\!\!\!\!\subset \!\!\!\supset \!\!\!\!\!\!\!\int _{S}{\vec {E}}\cdot \mathrm {d} {\vec {S}}={\frac {q}{\varepsilon _{0}}}}
où q est la charge électrique contenue dans le volume que la surface délimite et ε0 la constante diélectrique.